# Heracleum rawianum
Heracleum rawianum är en flockblommig växtart som beskrevs av C.C.Towns. Heracleum rawianum ingår i släktet lokor, och familjen flockblommiga växter. Inga underarter finns listade i Catalogue of Life.